# Carl Gottlob von Leubnitz

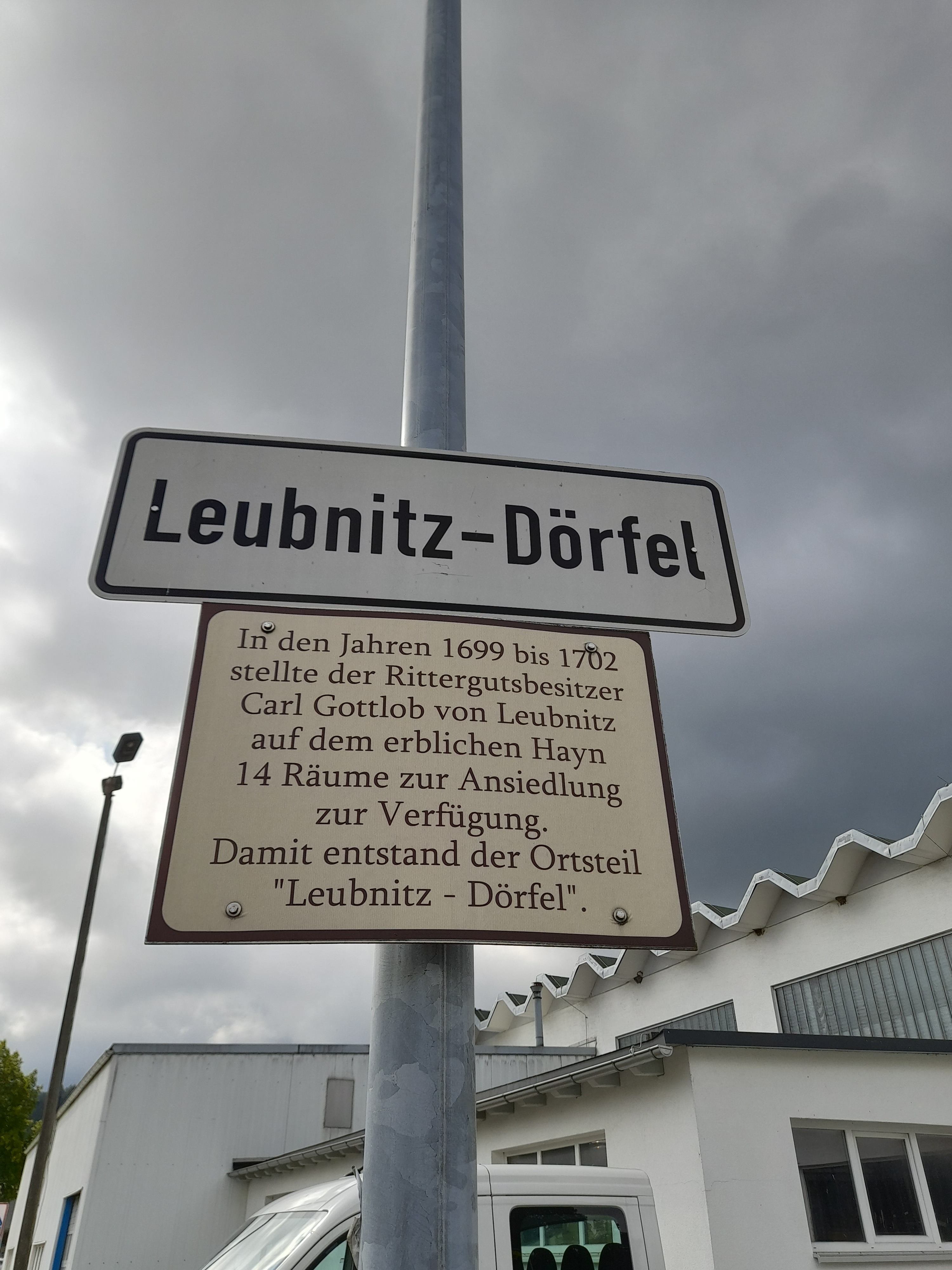
Leubnitz-Dörfel, Infotafel in der Dörfelstraße in Olbernhau

Carl Gottlob von Leubnitz (* 12. August 1667 in Friedersdorf; † 14. April 1741 in Dresden) war ein königlich-polnischer und kurfürstlich-sächsischer Beamter. Er stammte aus dem Adelsgeschlecht von Leubnitz.
Im Jahr 1696 erwarb er im Erzgebirge das Rittergut Olbernhau. Das Amt Frauenstein pachtete er im Jahr 1700. Als Besitzer des Ritterguts in Possendorf wird er erstmals 1716 erwähnt. Von 1718 bis 1741 gehörte ihm auch das Freigut zu Obernaundorf bei Rabenau.
1719 wird er als Hofjägermeister, Direktor und Oberinspektor der sämtlichen Flöße, Kammer- und Bergrat, Landjägermeister im Erzgebirgischen Kreis, Amtshauptmann zu Frauenstein und zu Lauterstein in Olbernhau bezeichnet. 1722 wird von Leubnitz als Oberhofjägermeister geführt; 1728 zusätzlich als Direktor und Oberinspektor der gesamten Flöße, auch Amtshauptmann zu Frauen- und Lauenstein.
Carl Gottlob von Leubnitz nahm an den kursächsischen Landtagen von 1711 bis 1737 teil; er war jeweils Vertreter der Allgemeinen Ritterschaft.
Er hatte zwei Frauen, zunächst Johanne Sabinne von Tromsdorf, mit der er die Kinder Friderica Sybille und Ernestine Sophia bekam, sowie als zweite Johanna Sophia von Schauroth, mit welcher er die Kinder Johanne Louise und Friedrich Gottlob († 1746) hatte.
1741 wurde Carl Gottlob von Leubnitz auf dem Friedhof der Kirche Olbernhau (heute Stadtkirche) im Grab-Pavillon der Rittergutsbesitzer-Familie Oehmichen beigesetzt.